# Reinhard von Gemmingen (1532–1598)
Reinhard von Gemmingen (* 1532; † 27. Juni 1598 in Treschklingen) war Grundherr in Treschklingen, Rappenau und Wolfskehlen sowie Burgmann zu Oppenheim und Nierstein.

## Leben

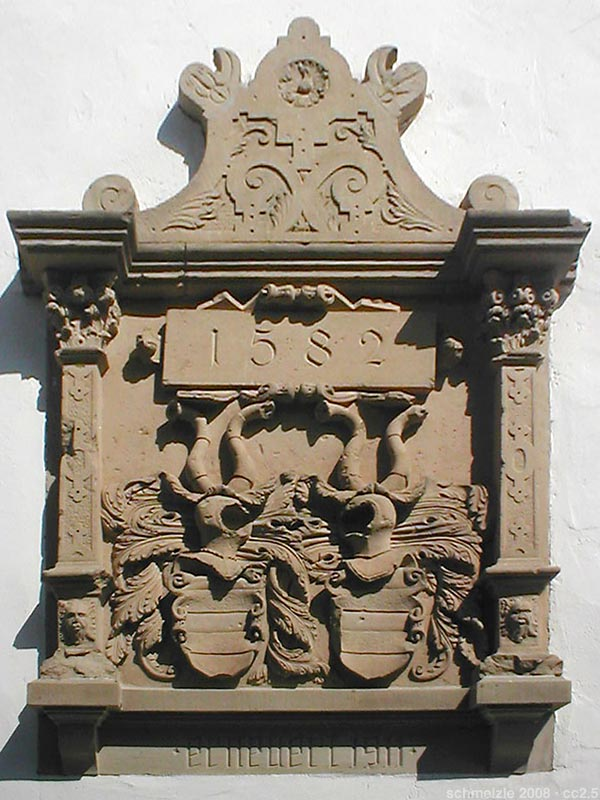
Allianzwappen von Reinhard von Gemmingen (1532–1598) und seiner Frau Helena von Massenbach (1534–1601) an der Kirche von Treschklingen

Er war ein Sohn des Eberhard von Gemmingen zu Bürg (um 1500–1572) aus dessen erster Ehe mit Barbara von Wolfskehlen (1501–1545). Seine Erziehung erhielt er als Page und Kammerjunker bei Pfalzgraf Wolfgang von Zweibrücken, der seinen mehrmaligen Bitten um Entlassung nach drei langen Jahren nur unter dem Versprechen der Heirat nachkam. Reinhard heiratete 1561 Helena von Massenbach (1534–1601).
1582 teilte er mit seinen Brüdern Eberhard (1527–1583) und Hans Walther († 1591) das väterliche Erbe, wobei Reinhard Treschklingen mit Oppenheim sowie den Lautenbacher Hof erhielt, während Eberhard Bürg und Hans Walther Presteneck bekamen.
Er begann mit dem Ausbau von Treschklingen zur Residenz, wozu er 1582 die Treschklinger Kirche erneuert hat und dort auch das Patronatsrecht erlangte. 1588 ließ er anstelle einer älteren Burg eine „ganz neue steinerne Behausung“ errichten, die 1693 im Pfälzischen Erbfolgekrieg zerstört und später mit dem heutigen Schloss Treschklingen überbaut wurde. 
1592 erwarb er außerdem für 35.000 Gulden von Johann Philipp von Helmstatt vier Fünftel von Rappenau und begann dort mit dem Bau des Rappenauer Wasserschlosses, das erst von seinem Sohn Eberhard vollendet wurde.
Er gehörte dem Ausschuss des Ritterkanton Kraichgau an. Reinhard und seine Frau wurden in der von ihm erbauten Kirche von Treschklingen bestattet, wo ihre Grabplatten und ihr Allianzwappen bis heute erhalten sind.

## Familie
Der 1561 geschlossenen Ehe mit Helene von Massenbach entstammten acht Kinder, von denen sechs das Erwachsenenalter erreichten. Sohn Reinhard (1576–1635) erwarb Burg Hornberg, nach der sich der heute noch blühende Stamm B (Hornberg) der Familie von Gemmingen nennt. Der von Sohn Eberhard (1567–1611) begründete Seitenzweig der Familie ging in der zweiten Generation nach ihm im Mannesstamm ein. Sohn Hans Wilhelm (1573–1615) hinterließ nur Töchter.
Nachkommen:
- Anna Maria (1565–1618) ⚭ Georg Sigmund von Rosenberg
- Eberhard (1567–1611) ⚭ Anna Katharina von Rodenstein († 1611)
- Magdalena (* 1569) ⚭ Philipp von Neipperg
- Amalia (1571–1641) ⚭ Hans Philipp von Bettendorff zu Gauangelloch
- Hans Wilhelm (1573–1615) ⚭ Martha Zuckmantelin von Brumat (1582–1611), Anastasia von Degenfeld
- Reinhard der Gelehrte (1576–1635) ⚭ Anastasia von Helmstatt (1579–1614), 1616 Regina Blick von Rotenburg (1597–1620), 1624 Rosina Maria von Helmstatt († 1645)